# Paul Fässler
Paul Fässler (Bronschhofen, 13 juni 1901 – Bern, 26 maart 1983) was een Zwitsers voetballer, die speelde als verdediger. Hij overleed op 81-jarige leeftijd.

## Clubcarrière
Fässler speelde gedurende zijn carrière voor FC Biel-Bienne en BSC Young Boys. Met die laatste club won hij eenmaal de landstitel en eenmaal de Zwitserse beker.

## Interlandcarrière
Fässler kwam 33 keer uit in het Zwitsers nationaal elftal. Onder leiding van de Engelse bondscoach Teddy Duckworth nam hij met zijn vaderland deel aan de Olympische Spelen 1924 in Parijs, waar de Zwitsers de zilveren medaille wonnen. In de finale verloor de ploeg met 3–0 van Uruguay, dat uitgroeide tot de revelatie van het toernooi.

## Erelijst
BSC Young Boys
- Zwitsers landskampioen

1929
- Beker van Zwitserland

1930